# Camp del Guinardó
El Camp del Guinardó fou un estadi de futbol de Barcelona al barri del Baix Guinardó. Fou el terreny de joc del Club Esportiu Europa des de l'any 1923, quan es ve estrenar, fins al 1931. També fou conegut popularment com a Camp dels cuartels perquè era a proximitat dels Cuartels de Lepant de la Guàrdia Civil.
Des del 1942 va combinar l'ús futbolístic amb el ciclisme i va incorporar un velòdrom al voltant del camp, i des del 1960 es va convertir en el Velòdrom Mostajo fins que es va tancar definitivament l'any 1964. No s'ha de confondre amb el Camp Municipal del Guinardó, seu del FC Martinenc a la Ronda del Guinardó de Barcelona.

## Història
Des del 1910 el Club Esportiu Europa havia tingut diversos terrenys de joc, tots ells de curta duració. A principi dels anys 1920 el Club va cercar uns terrenys més adequats que poguessin tenir una major durada. Així ho deia el setmanari La Jornada Deportiva del 17 de novembre del 1921: El Europa buscará un nuevo terreno para desarrollar el deporte para todas sus secciones: fútbol, atletismo, rugby y básquet. A finales de 1921 comprará 712.000 palmos cuadrados entre las calles Lepanto y Cerdeña, sobre la Travesera de Gracia.
El nou camp va ser construït en una àrea compresa aproximadament entre els carrers de l'Encarnació —on era la porta principal—, Lepant, Taxdirt (abans dit Sant Lluís) i Alcalde de Móstoles (abans Marina), prop de l'anterior camp europeista del carrer Indústria i de l'actual Nou Sardenya. Tenia capacitat per a uns 17.000 espectadors dempeus i dos mil asseguts. Va ser inaugurat el 8 de desembre del 1923 amb un partit amistós entre el CE Europa i el Szombathelyi Haladás d'Hongria, que va acabar amb un empat (1-1).
El 1929 va posar-se en marxa la Lliga espanyola de futbol i el CE Europa va ser un dels deu clubs integrants de la Primera divisió durant tres temporades. Van jugar al Camp del Guinardó els partits a la màxima categoria.
A la fi de la temporada 1930-31 els escapulats van baixar a la Segona divisió, enmig d'una forta crisi econòmica i social. Per a la temporada següent el Club es fusionà amb el Gràcia FC, amb el nom de Catalunya FC, tot i que la fusió es va desfer abans de la fi de la temporada. El nou Club va traslladar-se a l'anomenat Camp dels Quinze, al Passeig del Mariscal Jofre (actualment Avinguda dels Quinze), un terreny molt més modest i d'acord amb les seves possibilitats, llavors molt precàries.
Una vegada desfeta la unió del CE Europa i el Gràcia FC, per a la temporada 1932-33, el Gràcia FC –rebatejat com a UE Gràcia- va tornar a utilitzar el Camp del Guinardó, mentre el CE Europa continuava en el denominat Camp dels Quinze.
El 27 de maig del 1942 es va inaugurar al voltant del terreny de joc una pista de ciclisme i el recinte va ser reinaugurat amb el nom de Velòdrom de Gràcia. S'hi van celebrar importants reunions ciclistes, entre d'altres les set proves del Campionat d'Espanya de ciclisme en pista i diversos Campionats de Catalunya, fins al 1954. Així mateix, el recinte es mantenia com a camp de futbol.
A la fi dels anys 50 el recinte va ser adquirit pel ciclista Santiago Mostajo, que havia estat bicampió d'Espanya el 1952 a la mateixa pista ciclista, la va reformar i el recinte fou reinaugurat com a Velòdrom Mostajo. Es va inaugurar ser el 8 de maig del 1960, i va acollir múltiples competicions i exhibicions ciclistes, fins i tot d'automobilisme.
El 1964 va aturar l'activitat, va ser enderrocat a conseqüència del creixement urbanístic de la ciutat i s'hi van construir habitatges.